# Datafolk
Datafolk, aussi stylisé (Datafolk) ou [Datafolk], est un groupe d'electropop français. Il est formé en 1999 par Fred Bargain et Jean-Yves Le Porcher. Le son du groupe mêle folk américain et musique électronique française. Datafolk enregistre son premier album en 2002 chez Mercury Records et Universal Music France.

## Biographie
Le groupe est formé en 1999, et composé de Fred Bargain, né en 1976 à Paris, et de Jean-Yves Le Porcher, né en 1967 en Normandie. Le premier est réalisateur et compositeur, le deuxième est designer et également compositeur. En 1999, ils rencontrent le producteur François Millet (éditeur de Jena Lee) et élaborent, avec lui, leur premier album à partir d'un titre, In Every Sound of Music. Le 13 juillet 2001, Datafolk fait partie pour la 5e année consécutive du Royal Dance Party, qui rassemble plus de 30 000 spectateurs.
Leur premier album, Brand New Harvest, est publié en 2003 sur le label Mercury Records, division du groupe Universal Music France. Brand New Harvest est un album entre acoustique et électronique, sur des textes de Euston Jones. Le morceau If Only, extrait de l'album, s'était auparavant établi dans le top 100 des charts français en 2002. Le clip du morceau est réalisé par Fred Bargain cette même année, et sera élu « clip des clips » sur M6. If Only servira aussi à la campagne publicitaire de Taillefine pour Danone, en mai 2004. Grâce à cette publicité, le single atteint à nouveau le top 100 des charts français en novembre 2004.
Le 10 avril 2008, le groupe publie en radio des remixes de If Only.

## Membres
- Fred Bargain (né en 1976 à Paris) — composition
- Jean-Yves Le Porcher (né en 1967 à Rouen) — composition

## Discographie

### Singles et EP
- 2002 : In Every Sound of Music (Vital Song)
- 2002 : If Only (Mercury, Universal)
- 2002 : Sampler Album (EP) (Universal, Mercury, Vital Song, Recall)
- 2003 : The Darkside of (Vital Song)
- 2004 : Lalalalala, If Only (Vital Song)
- 2008 : If Only Remixes